# Rozhodnutí
Rozhodnutí je individuální právní akt orgánu veřejné moci, kterým se zakládají, mění nebo ruší práva anebo povinnosti jmenovitě určené osoby nebo kterým se v určité věci prohlašuje, že taková osoba práva nebo povinnosti má anebo nemá. Jedná se o projev státní suverenity zasahující do oblasti právních vztahů individuálních subjektů. Rozhodnutí je vždy výsledkem aplikace práva, a to buď v oblasti hmotněprávní nebo procesní. 
Orgán vydávající rozhodnutí k tomu musí mít pravomoc (způsobilost k vydávání rozhodnutí určitého typu). Zároveň musí být kompetentní (věc musí spadat do jeho působnosti, např. zda jde o finanční úřad) a k vydání takového aktu příslušný (např. místně příslušný, při odvolání funkčně příslušný).

## Aplikace práva a typy rozhodnutí
Rozhodnutí je výsledkem aplikace práva. Východiskem tohoto procesu je zjištění skutkové podstaty, tedy toho, co se má posoudit, o čem se má rozhodnout. Následně se hledá tzv. zákonná skutková podstata, tedy právní předpis a normy, na základě kterých bude případ posuzován. Dochází tak k subsumpci, podřazení existující skutkové podstaty pod skutkovou podstatu abstraktní (zákonnou). Po nalezení právní normy, podle které bude případ posuzován, musí být tato právní norma interpretována (vyložena) tím, kdo právo aplikuje. Někdy zákon ponechává prostor pro uvážení okolností jednotlivých případů (diskreční pravomoc). Cílem celého procesu aplikace práva je vydání rozhodnutí jako individuálního právního aktu (aktu aplikace práva), tedy individualizace právních poměrů. 
Jde-li o rozhodnutí ve věci samé, označuje se jako meritorní, jinak se rozhoduje o procesních otázkách. Dle svých účinků se meritorní rozhodnutí dělí na:
1. konstitutivní – rozhodnutím se právní vztah zakládá, mění nebo ruší (účinky takového rozhodnutí nastávají ex nunc, od nynějška), např. rozhodnutí o vině a trestu či o rozvodu manželství,
2. deklaratorní – rozhodnutím se nastoluje právní jistota, autoritativně se prohlašuje, že zde už nějaký právní vztah je, či není (účinky nastávají ex tunc, od počátku), např. o povinnosti splnit dluh nebo o určení otcovství.

Poté, co jsou vyčerpány řádné opravné prostředky, nabývá rozhodnutí právní moci – od té chvíle je rozhodnutí účinné, závazné a až na výjimky nezměnitelné. Poté se rozhodnutí také většinou stává vykonatelným. Pokud by orgán neměl k vydání určitého rozhodnutí vůbec pravomoc, nebo pokud by trpělo tak závažnými vadami, že by nemohlo být vykonatelné, šlo by o rozhodnutí nicotné, tzv. paakt.

## Náležitosti rozhodnutí
Téměř každé rozhodnutí by mělo obsahovat tyto základní náležitosti:
- záhlaví – označení rozhodujícího orgánu a označení věci, ve které je rozhodováno
- výrok (enunciát) – rozhodnutí v užším slova smyslu
- odůvodnění – obsahuje popis skutkového stavu, vyjádření účastníků řízení, rekapitulaci případného dokazování a zdůvodnění posouzení právního stavu věci
- poučení o možnosti podat opravný prostředek
- datum a místo vydání rozhodnutí

## Formy rozhodnutí
V České republice existuje vícero forem rozhodnutí. Základním dělením je, zda je vydal soud (moc soudní), nebo správní orgán (moc výkonná). Základní formou rozhodnutí obecných soudů ve věci samé je rozsudek, zatímco Ústavní soud rozhoduje nálezem, především procesní otázky jsou pak rozhodovány usnesením. Zvláštními druhy rozhodnutí je v civilním soudnictví platební rozkaz a v trestní justici trestní příkaz, které mohou mít stejné účinky jako rozsudek, ale jen tehdy, jestliže je druhá strana akceptuje. Při vynucování rozhodnutí se lze setkat s exekučním příkazem a v určitých soukromoprávních otázkách může soudní rozhodnutí nahradit rozhodčí nález.
Správní rozhodnutí ve věci samé nemá speciální název, ledaže tak stanoví zvláštní zákon (např. v daňovém řízení se vydává platební výměr). Procesní otázky jsou také řešeny usnesením a podobně jako u soudů je zde zvláštním rozhodnutím ukládající ve zkráceném řízení povinnost příkaz. Uloženou pokutu je možné vyznačit v příkazovém bloku a jestliže správní orgán plně vyhoví žádosti, místo samotného rozhodnutí vydá doklad o přiznaném oprávnění. Speciálním druhem rozhodnutí je rozhodnutí prezidenta republiky. Rozhodnutími naopak nejsou různá vyjádření, osvědčení nebo opatření obecné povahy. 